# Staurophora celsia
Malachiet-uil (Staurophora celsia) is een vlinder uit de familie van de uilen (Noctuidae). De wetenschappelijke naam werd gepubliceerd in 1758 door Carl Linnaeus in de tiende editie van Systema naturae.

## Kenmerken
De malachiet-uil heeft een spanwijdte van 50 mm. De voorvleugels hebben een groen patroon dat overdag een goede camouflage geeft op mossen en korstmossen op bomen.
De rups heeft een lengte van tussen de 40 en 50 mm. Deze heeft een geelachtig groene kleur met zwarte vlekken en een bruine kop. Hij komt vooral voor op grassen. De soort overwinterd als eitje. De verpopping gebeurd onder de grond.

## Verspreidingsgebied
De soort komt voor in Europa, maar niet in Nederland.